# Globulation 2
《Globulation 2》是一個即時戰略遊戲，使用GPLv3授权的自由软件。程序自動分配工作給單位，將游戏微操作降到最低程度。2009年1月開始確認測試，准备好后将发布稳定版本。

## 遊戲
玩家可以選擇單位的數量去做指派的各種工作，單位會在能力範圍內盡量去達完成工作，這讓玩家可以更專注在戰略上而不是管理單位工作而已。共有三種單位：工人、戰士和探險者。
雖然許多建築或是單位的能力需要技術：工人要建造學校，就會需要海藻，要取得海藻必須會游泳，這時就必須蓋個游泳池來訓練工人。
指令系統無法對單位進行直接控制，而是在地圖上布置標記。

## 遊戲模式
玩家可以進行單人遊戲，也可以藉由區域網路（LAN）或者透過網際網路上的Ysagoon線上遊戲（YOG）伺服器進行多人遊戲。也可以和AI一起遊戲。另外還有一個地圖編輯器和腳本語言程式編輯地圖並設計劇情。
Globulation 2是跨平台（Linux發行版、BSD Unix、GNU Hurd、蘋果Mac OS、微軟Windows，等）自由軟體（GNU通用公共許可證第3版授權），包括了許多主要的開源作業系統版本例如Debian和Ubuntu並且被The Linux Game Tome網站的玩家評為5星級。

## 外部連結
- （英文） Globulation 2官方網站 （页面存档备份，存于）